# 原市之進
原 市之進（はら いちのしん）は、幕末期の水戸藩士、一橋徳川家家臣。徳川慶喜の側近。藤田東湖の従弟に当たる。攘夷派の幕臣に暗殺された。

## 生涯
天保元年1月6日（1830年1月31日）水戸藩藩士・原雅言の次男として生まれる。のちに弘道館で学ぶ。嘉永6年（1853年）昌平坂学問所に入学する。
若い頃より英才の誉れ高く、徳川斉昭に見出される。水戸に帰国して安政2年（1855年）弘道館の訓導（教師）となり、翌年には経済なども講じる箐莪塾を開き、門弟は500人に及んだ。藤田小四郎、竹内百太郎、田中愿蔵も門弟に含まれる。同時に歩行士、小十人組、定江戸奥右筆頭取と昇進していき、馬廻り役に上る。

### 慶喜の参謀
文久3年（1863年）、徳川慶喜は将軍後見職に復権した。幕政を担うため有能な人材を集めていたことから、市之進を側近として迎えた。元治元年（1864年）、慶喜の側用人であった平岡円四郎が暗殺される。同年慶喜が禁裏御守衛総督に就くと、市之進は正式に一橋家の家臣となった。以降、慶喜を補佐し重要な機密に携わるようになる。
慶応2年（1866年）、慶喜より幕臣として取り立てられ、後に目付に就任。7月に将軍・家茂が急死すると、その後継を引き受けるか迷う慶喜は、徳川家が今までのように持ち堪えられそうになく、いっそ幕府を廃して王政を復古するのはどうか、と市之進に相談する。市之進は慶喜にその本心を絶対に漏らさぬよう厳重に口止めし、将軍就任を承諾させるため徳川宗家と将軍職を切り離し、まずは宗家の相続を進言し慶喜も同意した。その後、市之進は慶喜の将軍就任を求めて朝廷や諸大名に働きかけた。同年12月5日、孝明天皇より慶喜への将軍宣下がなされる。

### 兵庫開港問題
将軍就任の僅か3ヶ月後、慶喜に絶大な信頼を寄せていた孝明天皇が急死する。諸列強が幕府に度々求めていた兵庫開港の難題にあたり、慶応3年3月、朝廷に開港の勅許を奏請するが2度に渡って却下された。薩摩藩の大久保利通は、慶喜を追い落とすべく朝廷や四賢侯を使って妨害工作を行っていた。市之進はそれに対抗して諸大名や公卿らに働きかけ、慶喜の意見への賛同を取り付けた。5月23日、朝議において開港の勅許が出された。
慶喜のために忠実に働いた市之進だったがその功績を妬む者も多く、またこの兵庫開港問題が尊王攘夷からの変節とみなされ、平岡同様に奸臣と見なされていた。
慶応3年8月14日（1867年9月11日）、同僚の鈴木豊次郎・依田雄太郎ら刺客により、結髪中に背後から襲われ、首をもがれて暗殺された。享年38。
明治35年（1902年）、従四位を追贈された。